# 회색머리아비
회색머리아비는 아비목 아비과의 새이다.

## 생김새
옆구리 뒤쪽은 흑갈색이고 몸 위쪽으로 확장된 흰 반점이 없다. 부리는 큰회색머리아비에 비해 짧고 더 가늘다. 여름깃은 앞목이 광택이 있는 검은색이다. 겨울깃은 멱에 가늘고 검은 가로 줄무늬가 있다. 1회 겨울깃은 성조와 달리 어깨와 날개덮깃에 흰 반점이 없다.

## 생태
북아메리카 북부, 시베리아 동북부에서 번식하고 북아메리카, 알류샨열도, 쿠릴열도, 한국, 중국, 일본 등에서 월동한다. 한국에서는 드문 겨울철새이다.

먼 바다나 연안 바다에서 생활하고 1마리 또는 여러 마리가 잠수해서 먹이를 잡는다.